# Ulysses Moore
Ulysses Moore é uma série de romances de fantasia e mistério publicados pela Editorial Presença (em atividade) em Portugal, e pela Editora Prumo (extinta) — que lançou apenas os três livros da série no Brasil. Neste momento é composta por 16 livros. Foi escrita pelo italiano Pierdomenico Baccalario e ilustada por Iacopo de Bruno. Foi iniciada em 2004 e tem muito sucesso entre os leitores.

## História
Os gémeos Jason e Julia, ambos de onze anos, são os novos proprietários de uma antiga mansão que esconde excitantes mistérios. Com a ajuda do novo amigo, Rick, eles descobrem que o ex-proprietário, Ulysses Moore, deixou pistas, códigos e manuscritos que os levarão, através de túneis, passagens secretas e portas que ninguém sabe onde levam, a uma grande aventura. Terão de enfrentar Olívia Newton, os incendiários, o doutor bowen, um temível pirata imortal, principal inimigo de Ulysses Moore e ainda a companhia das índias imaginárias, ou mais propriamente, Larry Huxley.

## Livros
- A Porta do Tempo - primeiro livro (2004)
- A Loja dos Mapas Esquecidos (pt) - segundo livro (2005)
- A Casa dos Espelhos - terceiro livro (2005)
- A Ilha das Máscaras - quarto livro (2006)
- Os Guardiães de Pedra - quinto livro (2006)
- A Primeira Chave - sexto livro (2007)
- A Cidade Escondida - sétimo livro (2008)
- O Senhor dos Raios - oitavo livro (2009)
- O Labirinto de Sombra - nono livro (2009)
- A Terra do Gelo - décimo livro (2010)
- O Jardim das Cinzas - décimo primeiro livro (2011)
- O Clube dos Viajantes Imaginários - décimo segundo livro (2011)
- O Barco do Tempo - décimo terceiro livro (2014)
- A Viagem aos Portos Escuros - décimo quarto livro (2015)
- Os Piratas dos Mares Imaginários - décimo quinto livro(PT) (2016)
- A Ilha dos Rebeldes - décimo sexto livro (2016)
- A Hora da Batalha - décimo sétimo livro (2020)

## Filme
Na Grã-Bretanha tentou realizar-se um filme-piloto de Ulysses Moore. Os gémeos seriam interpretados por duas crianças em Liverpool, no entanto, o projeto acabou por ser deixado.